# Segle V aC
El segle V aC és un dels períodes de l'edat antiga de més desenvolupament cultural, gràcies especialment al lideratge grec i els seus avenços en filosofia, art, literatura i política. Comprèn els anys inclosos entre el 500 aC i el 401 aC i constitueix una època de consolidació de la Mediterrània com a centre polític, desplaçant els pobles orientals. El model grec influiria durant segles a diverses civilitzacions asiàtiques i europees, essent considerat un paradigma de civilització.

## Política
La pugna entre Grècia i Pèrsia per l'hegemonia mundial va marcar tot el segle, especialment amb les guerres mèdiques que van confirmar el poder hel·lènic. Aquests conflictes van estar a l'origen de la Lliga de Delos, aliança entre ciutats gregues que va suposar una major unió cultural. Atenes liderava aquesta aliança gràcies a Pèricles, reformador, polític i estrateg que va convertir la seva ciutat en una de les més importants del món (per això de vegades s'anomena al segle V aC "el segle de Pèricles". Aquest lideratge va provocar conflictes interns, especialment amb Esparta, que van desembocar en la Guerra del Peloponès el 431 aC. Les dues polis no solament es disputaven el rol de guies dels grecs, sinó que contraposaven dos models polítics: la democràcia atenenca, amb una societat basada en el comerç, la cultura i l'expansió colonial, contra la societat militar espartana, basada en conquestes bèl·liques i en la cohesió interna fundada en la disciplina. Els pactes per fer front a enemics estrangers i les desavinences internes van ser constants entre el segle, mentre la resta de ciutats gregues s'aliava amb una o altra segons les circumstàncies. L'auge hel·lènic va posar en qüestió el domini cartaginès a l'oest del Mediterrani; poble que es va expandir pel nord d'Àfrica davant un Egipte sotmès als perses.
A la resta d'Europa els celtes van incrementar la seva presència, amb la cultura de La Tène. Destaquen els gals, que es van instal·lar a la futura França i van formar un seguit de viles unides per camins i aliances militars que suposarien una amenaça constant al futur domini romà. A la península Ibèrica es van instal·lar els turdetans. El període dels Regnes Combatents (Xina) provoca un seguit de guerres i aldarulls a l'est d'Àsia, així com la invenció de noves armes de guerra.

## Economia i societat
Atenes va assolir els 400000 habitants, gran quantitat d'ells esclaus que portaven el pes dels treballs domèstics i agrícoles a més a més de la ramaderia i les hípiques, mentre els ciutadans lliures es dedicaven a la política a partir de la seva participació en els debats sobre la gestió de la ciutat, que podien decidir democràticament. Van florir les escoles d'oratòria destinades a millorar la capacitat discursiva dels homes amb ambicions polítiques. Es va construir El Pireu, el port, que servia de base per a les múltiples colònies gregues de tota la Mediterrània i, per tant, era una seu comercial de primer ordre.
Les espècies i l'encens creixen en importància econòmica, permeten que pobles com el Regne de Sabà es lucrin amb el seu transport. Aquest comerç es fa sobretot a través de vaixells, després d'arribar als ports en caravanes tirades per animals. Aquestes comitives serveixen d'impuls per a totes les poblacions que travessen, on es creen mercats, allotjaments temporals i serveis de restauració, al mateix temps que s'intercanvien notícies i avenços tècnics.
A Roma es promulguen les Lleis de les dotze taules, una de les bases del dret romà. Una de les seves funcions era delimitar els drets de les diferents classes socials, ja que l'estratificació entre patricis i plebeus augmentava amb el pas del temps i calia regular el seu accés a les terres o la política.

## Invencions i descobriments
A Grècia es va introduir el concepte d'àtom, cabdal en la química posterior, en considerar que tota la matèria estava composta pels mateixos elements que es repetien a la natura. Això va permetre analitzar el món físic des d'un punt de vista científic, amb lleis que expliquessin el seu funcionament general i no relats o explicacions aplicables a cada fenomen o cos en particular.
També dins de l'àmbit hel·lènic van sorgir Filolau, qui va proposar per primer cop que la Terra no era el centre de l'univers, o Hipòcrates, un dels metges més rellevants de la història, del qual deriva el jurament hipocràtic que lliga els professionals de la medicina al benestar dels pacients, la importància de la dieta en la salut i la teoria dels humors.
Aryabhata introdueix conceptes matemàtics clàssics a l'Índia i funda una escola que barreja matemàtiques i astronomia de gran influència posterior. Al camp de la tècnica cal remarcar la invenció de l'escala de cargol i l'ús de ferro colat a la Xina amb noves tècniques de modelatge.

## Art, cultura i pensament
És l'època de màxima esplendor cultural de la Grècia clàssica, que lidera l'esfera artística i filosòfica durant tot el segle. Es construeix el Partenó, ja que es dona gran importància a l'art religiós i a les obres públiques. L'escultor Fídies s'allibera de l'estil arcaic i crea figures humanes dotades de més realisme i moviment, com l'estàtua de Zeus a Olímpia, considerada una de les meravelles del món al seu temps.
La filosofia combina dos corrents diferents. D'una banda es continua amb la preocupació per explicar la natura, amb els filòsofs pluralistes com Demòcrit, Leucip i Empèdocles. També es perfecciona la manera de raonar, fugint del mite i explicitant els mecanismes del pensament, com proven les paradoxes de Zenó d'Elea. D'altra banda, sorgeixen escoles filosòfiques molt més lligades a l'ètica i la política, a explicar com funciona i ha de comportar-se l'ésser humà. Els sofistes i el seu adversari Sòcrates pertanyen a aquest segon grup de pensadors.
Dins de la literatura, triomfa el teatre, especialment la tragèdia, amb les obres clàssiques d'Èsquil o Sòfocles, amb els seus cicles temàtics que competeixen a les festivitats nacionals. En aquestes representacions sorgeixen arquetips universals, com el personatge d'Èdip i conceptes claus de la teoria de la literatura com ara l'estructura teatral o el motor de l'acció, usualment l'enfrontament entre els protagonistes i el destí. Al camp de la historiografia cal fer esment d'Heròdot, qui amb els seus escrits resulta una de les fonts principals per estudiar el període.
A Orient Pànini va començar a teoritzar sobre la gramàtica, essent un dels primers lingüistes coneguts i aportant models prescriptius que després serien imitats per totes les llengües occidentals. També es va iniciar la fixació de la tradició budista a través de concilis.